# Sedau
Sedau is een bestuurslaag in het regentschap West-Lombok van de provincie West-Nusa Tenggara, Indonesië. Sedau telt 4192 inwoners (volkstelling 2010).